# Southern Shores
Southern Shores é uma cidade  localizada no estado norte-americano de Carolina do Norte, no Condado de Dare.

## Demografia
Segundo o censo norte-americano de 2000, a sua população era de 2201 habitantes.
Em 2006, foi estimada uma população de 2634, um aumento de 433 (19.7%).

## Geografia
De acordo com o United States Census Bureau tem uma área de
10,7 km², dos quais 10,5 km² cobertos por terra e 0,2 km² cobertos por água.

## Localidades na vizinhança
O diagrama seguinte representa as localidades num raio de 32 km ao redor de Southern Shores.